# Psychotria calocardia
Psychotria calocardia är en måreväxtart som beskrevs av Paul Carpenter Standley. Psychotria calocardia ingår i släktet Psychotria och familjen måreväxter. Inga underarter finns listade i Catalogue of Life.